# Euaresta stigmatica
Euaresta stigmatica är en tvåvingeart som beskrevs av Daniel William Coquillett 1902. Euaresta stigmatica ingår i släktet Euaresta och familjen borrflugor. Inga underarter finns listade i Catalogue of Life.